# Mary Louise Roberts
Mary Louise Roberts (geboren am 17. Februar 1886 in Dunedin, Neuseeland; gestorben am 27. Mai 1968 ebenda) war eine neuseeländische Physiotherapeutin und Bergsteigerin.

## Leben
Mary Louise Roberts wurde 1886 in Dunedin als Tochter des Ingenieurs Edward Roberts und dessen Frau Elizabeth Fletcher geboren. Sie besuchte zunächst die Kaikorai School und im Anschluss die St Hilda's Collegiate School, verkürzte jedoch aufgrund familiärer Verpflichtungen.
Durch den Ersten Weltkrieg stieg die Nachfrage nach geschulten Physiotherapeuten zur Unterstützung von Kriegsverletzten. Von 1915 an gab es entsprechende Kurse am Dunedin Hospital, 1918 besuchte Roberts einen davon. Mit der Unterstützung ihres Bruders Edward erhielt sie die elterliche Erlaubnis für eine entsprechende Laufbahn. Im folgenden Jahr wurde sie als Physiotherapeutin ausgebildet und arbeitete bis 1922 in einer Privatpraxis, bevor sie die zweite Lehrkraft an der Dunedin Hospital Training School of Massage and Physiotherapy wurde. Von 1923 bis 1925 bildete sie sich am St Thomas's Hospital in England weiter. Im Mai 1925 wurde sie zur Direktorin der Dunedin Hospital school of massage ernannt, der landesweit einzigen Einrichtung dieser Art.
In ihrer Freizeit war sie gerne sportlich aktiv, insbesondere als Bergsteigerin und oft unter der Führung von Alexander Graham. Sie kletterte an den höchsten Bergen des Landes, bestieg beispielsweise den Mount La Perouse, und machte Erstbesteigungen mehrerer kleinerer Gipfel in den 1930er Jahren. Ihr gesundheitlicher Zustand und eine Operation 1935 waren vermutlich der Grund für die Aufgabe des Hobbys, wo sie vormals für ihre Beständigkeit und Balance bewundert wurde und gerne ihre Liebe zu den Bergen ausdrückte.

“Oh memory take and keep all that my eyes your servants bring you home.”

„Oh Gedächtnis, nimm auf und bewahre, was meine dir dienenden Augen bringen.“

1946 trat sie als Direktorin zurück und betätigte sich von 1947 bis 1953 im Gremium des Otago Hospital. Für ihre Leistungen wurde sie als Officer des Order of the British Empire geehrt. 1968 verstarb sie in Dunedin.